# Црвенообраза летећа веверица
Црвенообраза летећа веверица (лат. Hylopetes spadiceus, енгл. Red-cheeked flying squirrel) је сисар из реда глодара и породице веверица (Sciuridae).

## Распрострањење
Ареал врсте покрива средњи број држава. Врста има станиште у Тајланду, Лаосу, Вијетнаму, Бурми, Малезији, Сингапуру, Индонезији и Брунеју.

## Станиште
Станиште врсте су шуме, грмље, и обрадиво земљиште до 1500 метара надморске висине.

## Угроженост
Ова врста није угрожена, и наведена је као последња брига јер има широко распрострањење.